# Église Sainte-Libaire de Rambervillers
L'église Sainte-Libaire est une église catholique située à Rambervillers, dans le département des Vosges, en France.

## Localisation
L'église est située sur la commune de Rambervillers, en rive droite de la Mortagne. Son portail occidental est sur la place du 30-Septembre-1944 où sont également l'hôtel de ville du XVIe siècle et le monument aux morts.

## Historique
L'église Sainte-Libaire a été construite au XVIe siècle, dans le style gothique Elle a été modifiée au XVIIIe siècle.
L'édifice est classé au titre des monuments historiques par arrêté du 31 décembre 1986.
Orgue de Jean-Nicolas III Jeanpierre de 1850 dont la partie instrumentale a été classée par arrêté du 9 juillet 1981.